# القديس نيلامون
كان القديس نيلامون ناسكًا مصريًا من بيلوسيوم.
وقد طلب منه أن يصبح أسقفًا على قرية صغيرة اسمها "جير" تقع شمال الفرما بحوالي خمسين غلوة. ولكنه رفض الطلب. ثم حبس نفسه في زنزانته. سيموت نيلامون وهو يصلي مع العشرات من الناس، يتوسلون إليه أن يعيد النظر في قراره، وهو واقف خارج زنزانته. 
يوم عيده هو 27 هاتور(مارس) بالنسبة للارثودوكس وفي يوم 6 يونيو. ويعتبر القديس نيلامون هو احد الـ140 قديسًا في صف الأعمدة التي تزين ساحة القديس بطرس.